# گروه جی‌اس‌پی
گروه جی‌اس‌پی (انگلیسی: Grup Servicii Petroliere) شرکت خدمات نفت رومانیایی است، که در سال ۲۰۰۴ تأسیس شد.